# Jaderná elektrárna Kumihama
Jaderná elektrárna Kumihama (japonsky 久美浜原子力発電所, Kumihama genširjoku hacudenšo) byla plánovaná jaderná elektrárna v Japonsku. Měla se nacházet poblíž města Kumihama (dnes Kjotango) v prefektuře Kjótó. Projekt zahrnoval dva (jeden zdroj ale uvádí až osm) tlakovodní jaderné reaktory o výkonu asi 1200 MW každý. Elektrárnu měla vlastnit a provozovat společnost Kansai Electric Power Company. Projekt výstavby jaderné elektrárny byl zrušen v roce 2006.

## Historie a technické informace

### Počátky
V květnu 1975 se Kansai Electric Power Company obrátila na tehdejší město Kumihama s návrhem provést environmentální průzkum v oblasti Kamai poblíž hranice s prefekturou Hjógo v rámci přípravy na výstavbu jaderné elektrárny. O dalším vývoji není mnoho známo.

### Zrušení projektu
Dalších 30 let rozdělovala kontroverze obyvatele města Kumihama, zejména ty v okresech Kamai a sousední Asahi. V dubnu 2004 se šest měst, včetně města Kumihama, spojilo a vytvořilo město Kjotango. Kvůli nedostatku porozumění ze strany obyvatel mimo bývalé město Kumihama požádalo město v únoru 2006 o stažení předběžného průzkumu. V reakci na to Kansai Electric Power Company informovala město 8. března téhož roku, že se plán ruší a žádná jaderná elektrárna postavena nebude.
Projekt byl oficiálně ukončen v roce 2006. Elektrárna měla disponovat dvěma až osmi tlakovodními reaktory blíže nespecifikovaného modelu. Každý z nich měl produkovat zhruba 1200 MW.

## Informace o reaktorech
| Reaktor    | Typ reaktoru | Výkon | Výkon   | Zahájení výstavby                      | Připojení k síti                       | Uvedení do provozu                     | Uzavření |
| Reaktor    | Typ reaktoru | Čistý | Hrubý   | Zahájení výstavby                      | Připojení k síti                       | Uvedení do provozu                     | Uzavření |
| ---------- | ------------ | ----- | ------- | -------------------------------------- | -------------------------------------- | -------------------------------------- | -------- |
| Kumihama-1 | PWR          |       | 1200 MW | plánovaná výstavba zrušena v roce 2006 | plánovaná výstavba zrušena v roce 2006 | plánovaná výstavba zrušena v roce 2006 |          |
| Kumihama-2 | PWR          |       | 1200 MW | plánovaná výstavba zrušena v roce 2006 | plánovaná výstavba zrušena v roce 2006 | plánovaná výstavba zrušena v roce 2006 |          |